# Albert Ludwig (Theologe)
Albert Ludwig (* 28. August 1868 in Unterschefflenz; † 9. Januar 1957 in Freiburg im Breisgau) war deutscher evangelischer Geistlicher und Heimatkundler.

## Leben
Der Lehrersohn studierte Theologie in Heidelberg und bewohnte während seines Studiums von 1886 bis 1891 eine Studentenwohnung in Handschuhsheim. Nach dem Studium wirkte er als protestantischer Vikar in Schwetzingen, Kehl und Rheinbischofsheim. Im Schuldienst war er an den höheren Lehranstalten in Heidelberg und Mannheim. 1896 heiratete er Hermine Laubinger aus Sinsheim, der Ehe entstammten drei Kinder. Später war er als Pfarrer in Meersburg (1897 bis 1900), Gallenweiler (1900 bis 1904), Eichstetten (1904 bis 1925) und Kleinkems (ab 1925) tätig. 1933 trat er in den Ruhestand, den er in Freiburg im Breisgau verbrachte.
Er hat zahlreiche Werke zu kirchengeschichtlichen Themen verfasst, als sein Hauptwerk gilt Das kirchliche Leben der evangelisch-protestantischen Kirche in Baden. 1917 wurde er zum Ehrendoktor der Universität Heidelberg ernannt. 
Schon während des Studiums verfasste er ein erstes Lob auf Handschuhsheim. Bei einem späteren Aufenthalt in Handschuhsheim ergänzte er die aus drei Versen bestehende Ode um einen vierten Vers. Mit einer ebenfalls von Ludwig komponierten Melodie wurde das Lied unter dem Titel An des Berges Fuß gelegen zum Heimatlied von Handschuhsheim.

## Veröffentlichungen
- Das kirchliche Leben der evangelisch-protestantischen Kirche in Baden. Tübingen 1907 (Digitalisat).